# Vetiveria
Vetiveria,  es un género  de plantas herbáceas de la familia de las gramíneas o poáceas. Es originaria de África tropical, Asia y Australia.

## Etimología
El nombre del género se compone de la palabra tamil vetti (cus-cus), y ver (raíz), aludiendo a sus raíces aromáticas.

## Citología
El número cromosómico básico es x = 5 y 10, con números cromosómicos somáticos de 2n = 20 y 40. Nucléolos persistentes.

## Especies
- Vetiveria arguta
- Vetiveria arundinacea
- Vetiveria elongata
- Vetiveria festucoides
- Vetiveria filipes
- Vetiveria zizanioides